# Heinrich Theodor von Schön
Heinrich Theodor von Schön (ur. 1773 w Schreitlaugken koło Tylży, obecnie Litwa, zm. 23 lipca 1856 w Preußisch Arnau koło Królewca, obecnie Rodniki, Rosja) – niemiecki polityk, nadprezydent Prus Wschodnich i Zachodnich, promotor odbudowy zamku w Malborku.

## Życiorys
Syn dzierżawcy majątku rolnego. Studiował na królewieckiej Albertynie prawo, nauki polityczne i filozofię, był uczniem Immanuela Kanta. Od 1793 działał w pruskiej służbie państwowej, m.in. w Białymstoku. Podczas pobytu w Anglii (1798) uległ trwałym wpływom liberalnych prądów politycznych, które łączył z etyką Kantowską. Należał do bliskich współpracowników ministra Karla vom Steina, dzieląc jego poglądy na uwłaszczenie chłopów i reformę organów państwowych. Podczas zajęcia przez Francuzów Berlina dwór królewski Friedricha Wilhelma III przenosi się do Królewca w 1807, gdzie pod kierownictwem Karla vom Steina grupa czołowych myślicieli pracuje do 1809 nad pakietem ustaw reformatorskich odnośnie do uwłaszczenia chłopów (Bauernbefreiung), konstytucji miast (Städteordnung) i organizacji urzędów państwowych średniego szczebla (Verwaltungsreform). Theodor von Schön odegrał istotną rolę w zrywie stanów wschodniopruskich przeciw Napoleonowi, choć nie był zwolennikiem bliskiej współpracy Prus z Rosją ("Er möge überzeugt seyn, daß wir die Rußische Apathie nicht weniger, als die Französiche Despotie haßten (...)). Stał na czele regencji w Gąbinie. W 1816 został nadprezydentem Prus Zachodnich, w 1824 również Prus Wschodnich, a 1829 zjednoczonej prowincji pruskiej, od 1840 w randze ministra stanu. Po opublikowaniu liberalnego manifestu Woher und Wohin? w 1842 r. został zwolniony ze służby państwowej przez króla Fryderyka Wilhelma IV. Wycofał się do swej podkrólewieckiej posiadłości wiejskiej Preussisch Arnau, która pozostała ośrodkiem życia kulturalnego i gospodarczego (m.in. 1844 założył Wschodniopruskie Towarzystwo Rolnicze). Mianowany jednocześnie przez monarchę "burgrafem Malborka", został obdarzony zadaniem dalszego kierowania odbudową zamku, której oddawał się z wielką energią już od 1817 r. (w 1907 r. odsłonięto tam głaz z tablicą pamiątkowa ku jego czci). W roku 1848 został delegatem na Pruskie Zgromadzenie Narodowe i jako prezydent senior inaugurował obrady w Berlinie. Został honorowym obywatelem Królewca i Wrocławia. Przed II wojną światową, od jego nazwiska nazwano dzisiejszą ulicę Piękną we Wrocławiu (Schönstrasse). 
Pochowany obok żony i córki na wiejskim cmentarzu w Arnau. Obecnie ustawiono tam nowy nagrobek, w miejsce zniszczonego po II wojnie światowej.
Niekiedy określany jako Theodor Heinrich von Schön lub Theodor von Schön.